# Pimp My Ride
Pimp My Ride è stato un programma televisivo statunitense, in onda su MTV dal 4 marzo 2004 al 30 dicembre 2007 e presentato da Xzibit.
Il concetto è di recuperare vecchie auto in cattivo stato, di proprietà di giovani automobilisti, e rimetterle a posto grazie a esperti meccanici, aggiungendo un gran numero di accessori ed elaborazioni.
Per le prime quattro stagioni le star del programma sono stati i meccanici della West Coast Customs, poi sostituiti da quelli della Galpin Autosports (GaS).
Il "pimp" è una parola del gergo americano che significa "pappone": le auto vengono infatti decorate e caricate di accessori fino al cattivo gusto; al di là dei risvolti comici abituali (giochi e scherzi di attori e meccanici), il divertimento principale della trasmissione sta nel seguire la trasformazione del veicolo e la reazione dei proprietari di fronte ai loro nuovi veicoli, all'interno dei quali vengono installati acquari, gong buddisti, jacuzzi, utensili per la manutenzione delle palle da bowling, tavoli da ping-pong e qualsiasi cosa venga in mente ai meccanici dopo aver analizzato gli hobby dei conducenti. Le modifiche più frequenti prevedono l'aggiunta di schermi a cristalli liquidi, impianti stereo e console da gioco, accessori il cui prezzo sorpassa abbondantemente quello della vettura.
Dal 2020 lo show è stato replicato su VH1 poi spostato su Pluto TV.

## Altre versioni
Il programma ha anche una versione europea intitolata Pimp My Ride International, presentata dai rapper Lil Jon e Fat Joe, e una versione nel Regno Unito intitolata Pimp My Ride UK, presentata dal DJ Tim Westwood.
In Germania in Pimp My Fahrrad vengono "elaborate" le biciclette, mentre in Italia, edizione presentata dai Gemelli DiVersi, in Pimp My Wheels sono protagonisti i motorini.